# Булат (публічне акціонерне товариство)
Товариство з додатковою відповідальністю «Булат» є одним з небагатьох ливарних підприємств Західної України. Основними напрямками роботи є виробництво ливарних виробів із чавуну та сталі, термообробка, металообробка (токарні, фрезерні, зварювальні, складальні та інші роботи), ремонт електродвигунів.

## Історія
У 1954 році було розпочато будівництво заводу в смт Микулинці. Спочатку побудовано майстерню для ремонту тракторів, комбайнів і с/г машин (сьогодні електроцех), котельню, автогараж, склад, трансформаторну підстанцію, контору, гуртожиток.
У 1960-х роках побудували електроцех, який ремонтував до 300 тисяч електродвигунів у рік, механічний та чавунно-ливарний цехи.
В 1989 році Микулинецьким ливарно-механічним заводом (ЛМЗ) збудовано сталеплавильний цех і в 1990–1992 роках розпочалося освоєння технологічних процесів по випуску сталевого литва.
1 квітня 1997 року завод перейменовано на ВАТ «Булат».
Від 1997 року основним видом діяльності є випуск чавунного та сталевого литва високої якості, механічна обробка литва та виконання індивідуальних замовлень, металообробка, ремонт електродвигунів.
У 2012 році ВАТ «Булат» перейменовано в ПАТ «Булат».

## Виробничі підрозділи

### Чавунно-ливарний цех
Призначений для виплавки чавунних відливок вагою 0.2 — 2500 кг у піщано-бентонітові суміші методом машинного та ручного формування.
Структура цеху: формувальне відділення, землеприготувальне відділення, шихтове відділення, стержнева дільниця.
Обладнання: дві тритонні вагранні печі, 6 формувальних машин Foromat (максимальна форма 650х650х250), бігуни змішуючі, стержневі сушильні камери, конвеєри подачі сухих пісків та готової суміші.
Продукція: колеса пічних та сушильних вагонеток, корпуса редукторів, кришки електродвигунів, заготовки шківів, корпуси підшипників, люки телефонні та каналізаційні, решітки водостоків, каміни, пічне литво та інше.

## Сталеплавильний цех
Призначений для виплавки на печі ДСП-1.5 сталевих та чавунних відливок вагою 5 — 1500 кг в піщано-бентонітові суміші методом машинного та ручного формування.
Структура цеху: формувальне відділення, землеприготувальне відділення, шихтове відділення, стержнева дільниця, дільниця термообробки (відпал, нормалізація, гартування).
Обладнання: піч ДСП 1.5, 4 формувальні машини (максимальна форма 1000х800х250), конвеєри заливки, подачі сухих пісків, формувальної суміші, бігуни змішуючі — 3 шт, 4 мостові крани, дробомети — 2 шт, піч відпалу 10 т.
Продукція: анодні заземлювачі ЗФС (використовуються для захисту від корозії металевих трубопроводів), ролики УСО для ремонту колії залізниць, сталеві засувки, художнє чавунне литво та ін.

### Механоскладальний цех
Призначений для механічної обробки, фарбування ливарної продукції, випуску готових металовиробів, надання послуг по металообробці.
Обладнання: верстати токарної, фрезерної, свердлильної груп, дільниця зварювання, вальця, листозгини, трубогиби, прес-ножиці, фарбувальна та сушильна камери, піч відпалу, та інше.

### Цех ремонту електродвигунів
Призначений для ремонту електродвигунів і зварювального обладнання.
Обладнання: стрічковий конвеєр, стенд для перевірки електродвигунів, верстат для намотування котушок, верстати свердлильні, піч випалу електродвигунів.

### Відділ технічного контролю
Контролює процес виготовлення виробів, модельного оснащення та якість готової продукції. Лабораторія визначає хімічний склад, механічні властивості, структуру литва, процес виготовлення формувальної суміші (вологість, газопроникність, глинисту складову).
До структури підприємства також входять: енергомеханічний, автотранспортний відділ, модельна дільниця, будівельна бригада.